# Układ fagocytarny
Układ fagocytarny, dawniej układ siateczkowo-śródbłonkowy – układ fagocytów jednojądrzastych. Tworzą go komórki wywodzące się z mezenchymy i jest on w ścisłym powiązaniu z układem odpornościowym. Komórki te pełnią funkcje obronne i pełnią znaczącą rolę w procesach fizjologicznych metabolizmu. Wszystkie komórki układu powstają z pierwotnych komórek macierzystych szpiku kostnego. W szpiku różnicują się wszystkie komórki układu krążenia, to znaczy trombocyty, erytrocyty i leukocyty: granularne (eozynofile, bazofile i neutrofile) oraz agranularne (limfocyty i monocyty). Pochodzenie monocytów nie jest do końca wyjaśnione. Mogą powstawać nie tylko z hemoblastów lub promielocytów (pochodzenie hematogenne), lecz także bezpośrednio z komórek tkanki siateczkowej albo jako komórki wyodrębnione z elementów brzeżnych naczyń włosowatych (pochodzenie histiogenne). Z hemoblastów powstają także trombocyty w procesie trombopoezy.
Monocyty mają duże, ruchliwe, pofałdowane jądra komórkowe i bardzo drobne ziarnistości cytoplazmy. Dostają się do krwiobiegu na okres 40–80 godzin, po czym opuszczają go przez ściany naczyń krwionośnych i wędrują do okolicznych tkanek. Tam powiększają się i tworzą makrofagi, pełniące niezbędne funkcje w odporności, gdyż fagocytują substancje obce i prezentują antygen limfocytom w zakażeniach patogenami. Udział w procesach immunologicznych jest uwarunkowany posiadaniem receptorów dla antygenów na powierzchni błony komórkowej, co stanowi początek ich rozpoznania przez komórki immunologicznie kompetentne. Funkcja komórek należących do układu makrofagów polega także na zdolności czynnego ruchu (dzięki nibynóżkom, czyli wypustkom cytoplazmatycznym) i fagocytozy. Z pożeraniem innych (obcych, zniszczonych lub własnych zużytych) komórek wiąże się zdolność koloidopeksji, to znaczy wychwytywania zbędnych ciał koloidowych znajdujących się w płynach tkankowych, krwi i limfie. Makrofagi potrafią przekształcać ciała białkowe na białka swoiste, neutralizują jady i substancje trujące, odczepiają żelazo z hemoglobiny (w wątrobie) i wytwarzają barwniki żółciowe, na przykład bilirubinę. Makrofagi ponadto w zakażeniach patogenami produkują mediatory (limfokiny), na przykład interleukinę-1, która stymuluje limfocyty pomocnicze T do pomocy w przekształceniu się limfocytów B w immunoblasty B. Wytwarzają także prostaglandyny, które są pochodnymi kwasów tłuszczowych, i biorą udział w regulacji temperatury. Podwyższona temperatura organizmu (gorączka) ogranicza działalność drobnoustrojów, ponieważ zmniejsza zawartość żelaza we krwi. Wówczas zapotrzebowanie organizmów chorobotwórczych na ten pierwiastek nie jest zaspokojone, co może w konsekwencji zakłócić ich metabolizm.
Do układu fagocytarnego zalicza się:
- monocyty we krwi
- makrofagi tkankowe
  - związane z podłożem (osiadłe) ułożone wzdłuż wypustek komórek tkanki siateczkowej różnych narządów, rozmieszczone w śródbłonku naczyń włosowatych typu zatokowego szpiku kostnego, śledziony i wątroby (komórki siateczkowo-śródbłonkowe gwiaździste) oraz występujące w tkance luźnej, czyli histiocyty
  - wolne o dużej zdolności ruchu (w szpiku kostnym, śledzionie, węzłach chłonnych)
- makrofagi pęcherzykowe w płucach (komórki fagocytarne nabłonka oddechowego)
- makrofagi jam surowiczych (opłucne i otrzewnowe)
- komórki fagocytarne układu nerwowego (komórki mikrogleju)
- osteoklasty w tkance kostnej.

Makrofagi mają liczne lizosomy zawierające enzymy hydrolityczne, na przykład fosfatazę i arylosulfatazę, które rozkładają sfagocytowany uprzednio materiał. Wydzielają interferon, prostaglandyny, interleukinę.